# Massimiliano Carlo di Thurn und Taxis
Massimiliano Carlo di Thurn und Taxis (Ratisbona, 3 novembre 1802 – Ratisbona, 10 novembre 1871) fu principe di Thurn und Taxis dal 1827 al 1871.

## Biografia
Figlio del principe Carlo Alessandro di Thurn und Taxis e di sua moglie, la principessa Teresa di Meclemburgo-Strelitz, sorella della regina Luisa di Prussia, il 3 novembre 1802 nacque nel Palazzo Inner (il castello di famiglia a Sankt Emmeram).
All'età di nove anni, divenne sottotenente del 4º reggimento di cavalleria leggera dell'esercito bavarese. Dopo la morte del padre nel 1827, chiese di lasciare i suoi impegni nell'esercito per prendere le redini dell'attività paterna della Thurn-und-Taxis-Post, ponendo la propria sede postale a Francoforte sul Meno.
Con l'annessione di Francoforte alla Prussia nel 1866, i Thurn und Taxis si posero sotto l'amministrazione della Prussia.

## Matrimoni
Massimiliano Carlo sposò la baronessa Guglielmina di Dörnberg, figlia di Ernst, barone di Dörnberg e di sua moglie, la baronessa Enrichetta Guglielmina Massimiliana di Glauburg, il 24 agosto 1828 a Ratisbona.
Ebbero cinque figli:
- principe Carlo Guglielmo di Thurn und Taxis (14 aprile 1829 - 21 luglio 1829);
- principessa Matilde Teresa di Thurn und Taxis (31 agosto 1830 - 10 settembre 1883);
- Massimiliano Antonio Lamoral, principe ereditario di Thurn und Taxis (28 settembre 1831 - 26 giugno 1867);
- principe Egon di Thurn und Taxis (17 novembre 1832 - 8 febbraio 1892);
- principe Teodoro di Thurn und Taxis (9 febbraio 1834 - 1º marzo 1876).

Al settimo anno di matrimonio, Guglielmina morì all'età di 32 anni. Massimiliano Carlo pianse la sua morte e costruì per lei un mausoleo neogotico nell'Abbazia di Sant'Emmerano.
Massimiliano Carlo sposò in seconde nozze la principessa Matilde Sofia di Oettingen-Oettingen e Oettingen-Spielberg, figlia di Giovanni Luigi III, principe di Oettingen-Oettingen e Oettingen-Spielberg, e di sua moglie, la principessa Amalia Auguste di Wrede, il 24 gennaio 1839 a Öttingen in Baviera.

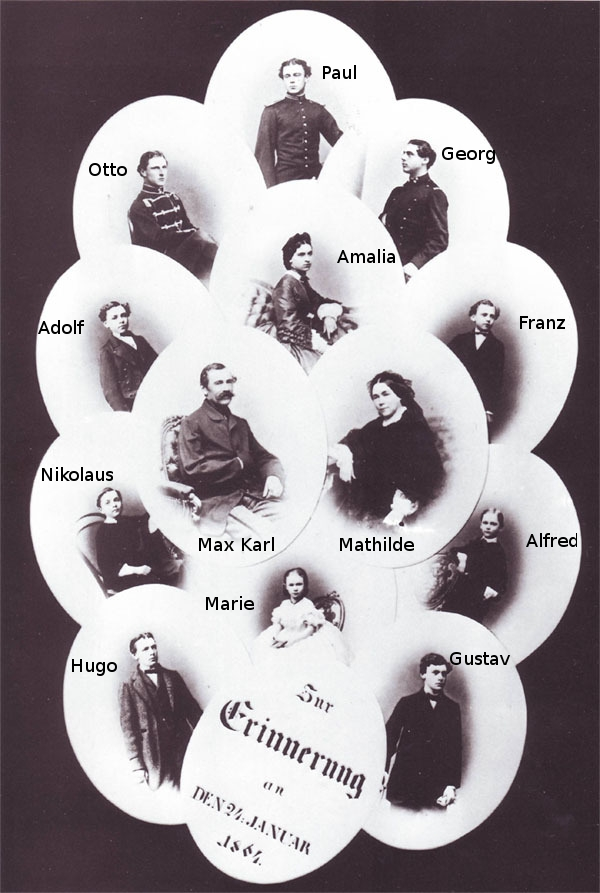
Massimiliano Carlo e Matilde Sofia con la loro famiglia in occasione del loro anniversario di nozze d'argento il 24 gennaio 1864

Massimiliano Carlo e Matilde Sofia ebbero dodici figli:
- principe Ottone di Thurn und Taxis (28 maggio 1840 - 6 luglio 1876);
- principe Giorgio di Thurn und Taxis (11 luglio 1841 - 22 dicembre 1874);
- principe Paolo di Thurn und Taxis (27 maggio 1843 - 10 marzo 1879);
- principessa Amalia di Thurn und Taxis (12 maggio 1844 - 12 febbraio 1867);
- principe Ugo di Thurn und Taxis (24 novembre 1845 - 15 maggio 1873);
- principe Gustavo di Thurn und Taxis (23 febbraio 1848 - 9 luglio 1914);
- principe Guglielmo di Thurn und Taxis (20 febbraio 1849 - 11 dicembre 1849);
- principe Adolfo di Thurn und Taxis (26 maggio 1850 - 3 gennaio 1890);
- principe Francesco di Thurn und Taxis (2 marzo 1852 - 4 maggio 1897);
- principe Nicolas di Thurn und Taxis (2 agosto 1853 - 26 maggio 1874);
- prince Alfredo di Thurn und Taxis (11 giugno 1856 - 9 febbraio 1886);
- principessa Maria Georgina di Thurn und Taxis (25 dicembre 1857 - 13 febbraio 1909).

Nel 1843, Massimiliano Carlo e la sua famiglia si trasferirono al castello di Donaustauf, che era stato completato nello stesso anno. Il castello di Donaustauf fu completamente distrutto durante un incendio il 4 marzo 1880.

## Morte
Massimiliano Carlo morì il 10 novembre 1871 nel Palazzo di S. Emmeram a Ratisbona. Fu sepolto nel mausoleo accanto alla sua prima moglie.
Suo figlio maggiore Massimiliano Antonio, principe ereditario, sposò nel 1858 a Possenhofen la duchessa Elena di Baviera, detta Nene, sorella dell'imperatrice Elisabetta di Wittelsbach.
Massimiliano Carlo morì il 10 novembre 1871 al Castello di Sant'Emmeramo presso Ratisbona e venne sepolto nel mausoleo costruito da suo padre alla morte della propria moglie. Gli succedette il nipote Massimiliano Maria di Thurn und Taxis dal momento che suo figlio Massimiliano Antonio gli era premorto.

## Ascendenza
|                                                    |                                                 |                                                         | Genitori                                                              |  |  | Nonni |  |  | Bisnonni                                               |  |  | Trisnonni                                         |  |
|                                                    |                                                 |                                                         |                                                                       |  |  |       |  |  | Alessandro Ferdinando, III Principe di Thurn und Taxis |  |  | Anselmo Francesco, II Principe di Thurn und Taxis |  |
|                                                    |                                                 |                                                         |                                                                       |  |  |       |  |  | Alessandro Ferdinando, III Principe di Thurn und Taxis |  |  | Anselmo Francesco, II Principe di Thurn und Taxis |  |
|                                                    |                                                 | Maria Ludovica Anna di Lobkowicz                        |                                                                       |  |  |       |  |  | Alessandro Ferdinando, III Principe di Thurn und Taxis |  |  |                                                   |  |
| Carlo Anselmo, IV Principe di Thurn und Taxis      |                                                 |                                                         |                                                                       |  |  |       |  |  | Alessandro Ferdinando, III Principe di Thurn und Taxis |  |  |                                                   |  |
|                                                    |                                                 | Margravia Sofia Cristiana Luisa di Brandeburgo-Bayreuth | Giorgio Federico Carlo, Margravio di Brandeburgo-Bayreuth             |  |  |       |  |  |                                                        |  |  |                                                   |  |
|                                                    |                                                 | Margravia Sofia Cristiana Luisa di Brandeburgo-Bayreuth | Giorgio Federico Carlo, Margravio di Brandeburgo-Bayreuth             |  |  |       |  |  |                                                        |  |  |                                                   |  |
|                                                    |                                                 | Margravia Sofia Cristiana Luisa di Brandeburgo-Bayreuth | Principessa Dorotea di Schleswig-Holstein-Sonderburg-Beck             |  |  |       |  |  |                                                        |  |  |                                                   |  |
| Carlo Alessandro, V Principe di Thurn und Taxis    |                                                 | Margravia Sofia Cristiana Luisa di Brandeburgo-Bayreuth |                                                                       |  |  |       |  |  |                                                        |  |  |                                                   |  |
|                                                    |                                                 | Carlo Alessandro, Duca di Württemberg                   | Federico Carlo, Duca di Württemberg-Winnental                         |  |  |       |  |  |                                                        |  |  |                                                   |  |
|                                                    |                                                 | Carlo Alessandro, Duca di Württemberg                   | Federico Carlo, Duca di Württemberg-Winnental                         |  |  |       |  |  |                                                        |  |  |                                                   |  |
|                                                    |                                                 | Carlo Alessandro, Duca di Württemberg                   | Margravia Eleonora Giuliana di Brandeburgo-Ansbach                    |  |  |       |  |  |                                                        |  |  |                                                   |  |
| Duchessa Augusta di Württemberg                    |                                                 | Carlo Alessandro, Duca di Württemberg                   |                                                                       |  |  |       |  |  |                                                        |  |  |                                                   |  |
|                                                    |                                                 | Principessa Maria Augusta di Thurn und Taxis            | Anselmo Francesco, II Principe di Thurn und Taxis                     |  |  |       |  |  |                                                        |  |  |                                                   |  |
|                                                    |                                                 | Principessa Maria Augusta di Thurn und Taxis            | Anselmo Francesco, II Principe di Thurn und Taxis                     |  |  |       |  |  |                                                        |  |  |                                                   |  |
|                                                    |                                                 | Principessa Maria Augusta di Thurn und Taxis            | Maria Ludovica Anna di Lobkowicz                                      |  |  |       |  |  |                                                        |  |  |                                                   |  |
| Massimiliano Carlo, VI Principe di Thurn und Taxis |                                                 | Principessa Maria Augusta di Thurn und Taxis            |                                                                       |  |  |       |  |  |                                                        |  |  |                                                   |  |
|                                                    | Carlo Ludovico Federico di Meclemburgo-Strelitz | Adolfo Federico II di Meclemburgo-Strelitz              |                                                                       |  |  |       |  |  |                                                        |  |  |                                                   |  |
|                                                    | Carlo Ludovico Federico di Meclemburgo-Strelitz | Adolfo Federico II di Meclemburgo-Strelitz              |                                                                       |  |  |       |  |  |                                                        |  |  |                                                   |  |
|                                                    | Carlo Ludovico Federico di Meclemburgo-Strelitz | Cristiana Emilia di Schwarzburg-Sonderhausen            |                                                                       |  |  |       |  |  |                                                        |  |  |                                                   |  |
| Carlo II di Meclemburgo-Strelitz                   | Carlo Ludovico Federico di Meclemburgo-Strelitz |                                                         |                                                                       |  |  |       |  |  |                                                        |  |  |                                                   |  |
|                                                    |                                                 | Elisabetta Albertina di Sassonia-Hildburghausen         | Ernesto Federico I di Sassonia-Hildburghausen                         |  |  |       |  |  |                                                        |  |  |                                                   |  |
|                                                    |                                                 | Elisabetta Albertina di Sassonia-Hildburghausen         | Ernesto Federico I di Sassonia-Hildburghausen                         |  |  |       |  |  |                                                        |  |  |                                                   |  |
|                                                    |                                                 | Elisabetta Albertina di Sassonia-Hildburghausen         | Sofia Albertina di Erbach-Erbach                                      |  |  |       |  |  |                                                        |  |  |                                                   |  |
| Teresa di Meclemburgo-Strelitz                     |                                                 | Elisabetta Albertina di Sassonia-Hildburghausen         |                                                                       |  |  |       |  |  |                                                        |  |  |                                                   |  |
|                                                    |                                                 | Giorgio Guglielmo d'Assia-Darmstadt                     | Luigi VIII d'Assia-Darmstadt                                          |  |  |       |  |  |                                                        |  |  |                                                   |  |
|                                                    |                                                 | Giorgio Guglielmo d'Assia-Darmstadt                     | Luigi VIII d'Assia-Darmstadt                                          |  |  |       |  |  |                                                        |  |  |                                                   |  |
|                                                    |                                                 | Giorgio Guglielmo d'Assia-Darmstadt                     | Carlotta di Hanau-Lichtenberg                                         |  |  |       |  |  |                                                        |  |  |                                                   |  |
| Federica Carolina Luisa d'Assia-Darmstadt          |                                                 | Giorgio Guglielmo d'Assia-Darmstadt                     |                                                                       |  |  |       |  |  |                                                        |  |  |                                                   |  |
|                                                    |                                                 | Maria Luisa Albertina di Leiningen-Dagsburg-Falkenburg  | Cristiano Carlo Reinardo di Leiningen-Dachsburg-Falkenburg-Heidesheim |  |  |       |  |  |                                                        |  |  |                                                   |  |
|                                                    |                                                 | Maria Luisa Albertina di Leiningen-Dagsburg-Falkenburg  | Cristiano Carlo Reinardo di Leiningen-Dachsburg-Falkenburg-Heidesheim |  |  |       |  |  |                                                        |  |  |                                                   |  |
|                                                    |                                                 | Maria Luisa Albertina di Leiningen-Dagsburg-Falkenburg  | Caterina Polissena di Solms-Rödelheim-Assenheim                       |  |  |       |  |  |                                                        |  |  |                                                   |  |
|                                                    |                                                 | Maria Luisa Albertina di Leiningen-Dagsburg-Falkenburg  |                                                                       |  |  |       |  |  |                                                        |  |  |                                                   |  |